# Singapore Sling
Pour le cocktail, voir Singapore sling (cocktail).
Pour plus de détails, voir Fiche technique et Distribution.
Singapore Sling (Singapore Sling, ο άνθρωπος που αγάπησε ένα πτώμα, Singapore sling, O anthropos pou agapise ena ptoma) est un film grec réalisé par Nikos Nikolaïdis, sorti en 1990.

## Synopsis
Un homme part à la recherche de sa fiancée disparue. Il aboutit dans une maison où vivent une mère et sa fille. Elles le découvrent, le séquestrent, et lui font subir divers sévices.

## Fiche technique
- Titre : Singapore Sling
- Titre original : Singapore Sling, ο άνθρωπος που αγάπησε ένα πτώμα (Singapore sling: O anthropos pou agapise ena ptoma)
- Réalisation : Nikos Nikolaïdis
- Scénario : Nikos Nikolaïdis
- Décors et costumes : Marie-Louise Bartholomew
- Photographie : Aris Stavrou
- Son : Argyris Lazaridis
- Montage : Andreas Andreadakis
- Sociétés de production : Greek Film Center, Cinekip
- Sociétés de distribution : 
  - Grèce : Greek Film Center
  - France : E.D. Distribution
- Pays de production :  Grèce
- Couleur : Noir et blanc
- Langues : français, anglais, grec
- Durée : 111 minutes
- Dates de sortie
  - Grèce :6 décembre 1990
  - France 8 septembre 1999

## Distribution
- Meredyth Herold : la fille
- Panos Thanassoulis : Singapore Sling
- Michele Valley : la mère

## Récompenses
- Prix de la meilleure actrice pour Meredyth Herold, de la meilleure photographie pour Aris Stavrou, et du meilleur réalisateur pour Nikos Nikolaidis au Festival du cinéma grec de Thessalonique en 1990.